# Орегон (окръг, Мисури)
Вижте пояснителната страница за други значения на Орегон.
Окръг Орегон (на английски: Oregon County) е окръг в щата Мисури, Съединени американски щати. Площта му е 2051 km², а населението - 10 264 души. Административен център е град Алтън.